# アルバニアサッカー連盟
アルバニアサッカー連盟（アルバニアサッカーれんめい、アルバニア語: Federata SHqiptare e Futbollit, 英語: Football Association of Albania）は、アルバニアにおけるサッカーを統括する競技運営団体。略称はFSHF。国際サッカー連盟（FIFA）と欧州サッカー連盟（UEFA）に加盟している。